# Strada statale 176 della Valle del Basento
La ex strada statale 176 della Valle del Basento (SS 176), ora strada provinciale ex SS 176 della Valle del Basento (SP ex SS 176), è una strada provinciale italiana che si snoda in Basilicata.

## Storia
La strada statale 176 venne istituita nel 1953 con il seguente percorso: "Innesto con la SS. n. 7 presso Miglionico - Innesto con la SS. n. 103 presso la stazione di Craco."

## Percorso
La moderna arteria stradale ha inizio dalla strada statale 407 Basentana presso la stazione di Pisticci e, proseguendo in direzione sud, raggiunge il bivio per Pisticci. Superato il fiume Cavone, raggiunge l'abitato di Peschiera, principale nucleo abitativo del comune di Craco, dove si innesta sulla ex strada statale 103 di Val d'Agri.
In seguito al decreto legislativo n. 112 del 1998, dal 2001 la gestione è passata dall'ANAS alla Regione Basilicata, che ha provveduto al trasferimento dell'infrastruttura al demanio della Provincia di Matera.